# Successor
Successor (chinesisch 抓娃娃, Pinyin: Zhuā Wáwá) ist eine chinesische Tragikomödie aus dem Jahr 2024 unter der Regie von Yan Fei und Peng Damo. Der Film erzählt die Geschichte einer Familie, die ihren Sohn in künstlicher Armut aufwachsen lässt, um ihn zu einem erfolgreichen und bodenständigen Menschen zu erziehen. Der Film war ein Überraschungserfolg und in China sehr erfolgreich.

## Handlung
Ma Chenggang (gespielt von Shen Teng) und seine Frau Chunlan (Ma Li) leben mit ihrem Sohn Ma Jiye (Xiao Bochen) und der angeblichen Großmutter in einer heruntergekommenen Wohnung in der fiktiven Stadt Slinkytown. Ma Chenggang fährt mit einem Eselskarren zur Arbeit, während seine Frau und die Schwiegermutter zu Hause arbeiten. Der Sohn Jiye läuft jeden Tag fünf Kilometer zur Schule und erledigt zuvor Einkäufe auf dem Markt, um Geld zu sparen.
Es stellt sich jedoch heraus, dass diese ärmliche Lebensweise eine sorgfältig geplante Inszenierung ist. Ma Chenggang ist in Wirklichkeit ein erfolgreicher Geschäftsmann, der für seinen Sohn eine Art chinesische Version der Truman Show inszeniert hat, um ihn vor dem Einfluss des Reichtums zu schützen. Die Wohnung verfügt über versteckte Türen und Aufzüge, die zu einer unterirdischen Kommandozentrale führen, von der aus ein Team von Mitarbeitern das Leben von Jiye steuert. Die angebliche Großmutter ist in Wahrheit eine Autorin eines Erziehungsratgebers, und alle Personen in Jiyes Umfeld sind Teil der Inszenierung zur Förderung seiner Entwicklung.

## Produktion
Der Film wurde von Yan Fei und Peng Damo inszeniert, die zuvor bereits mit Goodbye Mr. Loser (2015) und Hello Mr. Billionaire (2018) Erfolge feierten. Successor ist ihr dritter gemeinsamer Langspielfilm und zeigt eine Weiterentwicklung ihres satirischen Stils. Die Hauptrollen werden von Shen Teng und Ma Li gespielt, die bereits in früheren Filmen der Regisseure zusammenarbeiteten.

## Veröffentlichung und Erfolg
Der Film wurde am 16. Juli 2024 in China veröffentlicht. In den ersten Monaten nach der Veröffentlichung erzielte der Film 3,13 Milliarden Yuan (417 Millionen US-Dollar) an den chinesischen Kinokassen und übertraf damit alle anderen aktuellen Filme. Successor übertraf auch Hollywood-Produktionen wie Deadpool & Wolverine bei den Besucherzahlen in China. Dies ist ein Beispiel dafür, dass chinesische Filme beim heimischen Publikum inzwischen populärer sind als die in China gezeigten US-Filme.

## Rezeption
Der Film erhielt für seine satirische Darstellung der Wohlstandsexzesse und der sozialen Ungleichheit in China positive Kritiken. Die South China Morning Post aus Hongkong bemerkte, dass es schwerfalle, den Film nicht als Kritik an Staaten zu sehen, in denen Information, Bildung und Gesundheitswesen stark von einer einzigen zentralen Behörde bestimmt werden. In den sozialen Medien gab es Kommentare, die den Film als düster und sogar als Horrorfilm bezeichneten.